# 193 Амбросія
193 Амбросія (193 Ambrosia) — астероїд головного поясу, відкритий 28 лютого 1879 року.